# October (Zeitschrift)
October ist eine akademische Fachzeitschrift, die auf zeitgenössische Kunst, Kritik und Theorie spezialisiert ist und seit 1976 vierteljährlich in der MIT Press publiziert wird.

## Gründung und Ausrichtung
October wurde im Jahr 1976 in New York City von Rosalind E. Krauss und Annette Michelson begründet. Der Name ist eine Anspielung auf den Film (Oktober) von Sergei Eisenstein. Die Zeitschrift charakterisiert ein intellektueller, politisch engagierter Stil. Sie war mitverantwortlich dafür, dass poststrukturalistische Theorien in der englischsprachigen akademischen Welt eingeführt wurden.
Zu den weiteren namhaften Herausgebern von October gehörten später auch Douglas Crimp, Yve-Alain Bois, Hal Foster und Benjamin H. D. Buchloh, Pamela M. Lee und Leah Dickermann.

## Inhalt
Der Fokus von October liegt auf der zeitgenössischen Kunst – Film, Malerei, Musik, Medien, Fotografie, Performance, Skulptur und Literatur – und deren unterschiedlichen sozialkritischen Interpretationskontexten.